# اچ‌ام‌اس پومونه (۱۸۰۵)
اچ‌ام‌اس پومونه (۱۸۰۵) (به انگلیسی: HMS Pomone (1805)) یک کشتی بود که طول آن ۱۵۰ فوت ۱ ۱⁄۲ اینچ (۴۵٫۷۵۸ متر) بود. این کشتی در سال ۱۸۰۵ ساخته شد.